# سیارک ۷۹۵۶
سیارک ۷۹۵۶ (به انگلیسی: 7956 Yaji، نامگذاری:1993YH) هفت هزار و نهصد و پنجاه و ششمین سیارک کشف شده‌است که در ۱۷ دسامبر ۱۹۹۳ کشف شد.